# Tregan
Tregan é uma comuna (em albanês:  komuna) da Albânia localizada no distrito de Elbasan, prefeitura de Elbasan.